# Manon Balletti
Maria Maddalena Balletti detta Manon (1740 – 1776) era figlia della più celebre attrice parigina del suo tempo, Silvia Balletti. Intrattenne una relazione con l’avventuriero e scrittore veneziano Giacomo Casanova di cui rimane un epistolario. Fu ritratta nel 1757 dal pittore Jean-Marc Nattier. Sposò l’architetto di corte Jacques-François Blondel.

## Biografia
Nata da una coppia di celebri attori attivi a Parigi alla Comédie Italienne, Giovanna Rosa Benozzi in arte Silvia e Giuseppe Balletti detto Mario, Maria Maddalena, all'età di dieci anni, incontrò per la prima volta l'avventuriero e scrittore veneziano Giacomo Casanova, amico intimo del fratello maggiore Antonio. Durante il secondo soggiorno parigino, Casanova fu ospite per molto tempo a casa dei Balletti e la frequentazione con la giovane Manon, allora diciassettenne, condusse a un fidanzamento.
A dispetto della ben meritata fama di implacabile seduttore, Casanova, quasi certamente, intrattenne con Manon una relazione soltanto platonica, probabilmente anche a causa dei rapporti d'amicizia con i genitori e con il fratello che lo ospitavano generosamente.
Anche in tarda età l'avventuriero conservò un ottimo ricordo sia di Silvia che di Manon, rendendo costantemente omaggio, nei suoi scritti, alla loro purezza di costumi. La convinzione dell'avventuriero tuttavia non impedì il circolare di pettegolezzi sui loro rapporti.
Malgrado gli alti e bassi, causati dall'incostanza di Casanova, la relazione con Manon durò circa tre anni. Sembra che le intenzioni dell'avventuriero fossero serie se è vero che, all'inizio del 1759, “fece le carte” per convolare a nozze con Manon.
Ma, come altre volte accaduto durante la vita di Casanova, alle intenzioni non seguivano i fatti e, visto che non si giungeva a una conclusione, il fidanzamento fu interrotto.

### L'epistolario
Manon scrisse a Casanova, in un arco di tempo che va dall'aprile 1757 al 7 febbraio 1760, 41 lettere ritrovate a Dux dopo la morte dell'avventuriero. Il tono delle lettere è uniforme: tutte contengono le stesse frasi affettuose, le dichiarazioni d'amore e di fedeltà. È abbastanza sorprendente che a soli quattro mesi dall'ultima lettera, che nulla faceva presagire, si siano celebrate le nozze di Manon con l'attempato architetto Blondel. Nelle Memorie, Casanova riporta un'ultima lettera, mai ritrovata, nella quale la ragazza annunciava le nozze e pregava l'ormai ex fidanzato di far finta di non conoscerla se mai avessero avuto occasione di incontrarsi in società.
Non è possibile appurare se la lettera di commiato sia stata mai stata scritta o costituisca una delle frequenti digressioni romanzate cui l'autore delle Memorie faceva ricorso nella sua opera autobiografica.
Per quanto riguarda il contenuto delle lettere, esse descrivono, in tono molto leggero, i piccoli fatti quotidiani, sempre rapportati alla vicenda sentimentale che Manon viveva, forse più nella fantasia che nella realtà, con Giacomo. Spesso Manon assume toni offesi per la presunta indifferenza del fidanzato e lo rimprovera con toni di una certa teatralità. Il che, visto l'ambiente in cui Manon era nata e vissuta, appare inevitabile.
Lo stile dell'epistolario è vivissimo, non vi sono ricercatezze particolari nell'espressione che è sempre molto diretta. Gli errori di ortografia sono frequentissimi ed è evidente come Manon non si curasse di impressionare con orpelli retorici ma avesse a cuore innanzitutto l'esigenza di esprimere una tonalità emotiva spontanea e appassionata. Anche la cifra linguistica è piuttosto varia: non mancano, nel testo in francese, frasi in veneziano che rendono il pensiero con grande realismo e vivacità.
Pur facendo parte di una famiglia di attori, non sembra che Manon abbia mai calcato le scene, salvo in occasioni mondane in cui si rappresentavano opere teatrali, alle quali partecipavano per diletto attori non professionisti. Eventi del genere erano abbastanza frequenti e coinvolgevano, non di rado, anche personaggi di rilievo a corte come la Pompadour.

### Il ritratto
Nel 1757 Manon fu ritratta dal pittore Jean-Marc Nattier. Non sono state chiarite le ragioni per cui Manon fu raffigurata dal celebre artista che era, all'epoca, al vertice della fama ed eseguiva ritratti dei personaggi più eminenti della nobiltà e più influenti a corte. Vista la notorietà di cui godeva la madre di Manon, si deve ipotizzare un legame di amicizia tra il pittore e la famiglia Balletti. Si è sostenuto che il ritratto sia denso di significati simbolici, ad esempio la rosa presente sul bordo della scollatura sembra sia un riferimento, neanche troppo velato, alla bellezza di Manon ma anche al suo carattere piuttosto “spinoso”.
Dopo la rottura con Casanova, Manon, che nel frattempo (16 settembre 1758) aveva perso la madre, sposò, il 29 luglio del 1760, all'età di vent'anni, l'architetto e teorico di scienze architettoniche Jacques-François Blondel, all'epoca cinquantacinquenne e all'apice di una carriera che lo aveva portato a diventare architetto del re.
Dal matrimonio nacquero due figli: il primo morì il giorno successivo alla nascita e il secondo, Jean Baptiste, diventò anch'egli architetto, perpetuando con successo la tradizione di famiglia iniziata da Jean François Blondel zio di Jacques-François e proseguita da Jean-Baptiste Michel Vallin de la Mothe che ne era cugino.

### La morte
Manon morì a soli 36 anni, probabilmente a causa di una ipertensione polmonare e Casanova osservò che il decesso era con certezza da imputarsi al suo carattere troppo sensibile e passionale.

## Documenti
Rimangono numerosi documenti relativi alla situazione patrimoniale e familiare di Manon. L'atto di matrimonio, altri atti attinenti al matrimonio e un elenco dei beni mobili e delle rendite personali. Dall'esame di questa documentazione si rileva che godeva di una notevole solidità reddituale, figura infatti nell'elenco una valutazione dei beni di 34.509 livres di cui 24.000 in contanti e numerose rendite per oltre 7.000 livres, di cui due, di 300 livres annuali, costituite rispettivamente dal re Luigi XV e dalla Pompadour, che testimoniano il forte legame degli sposi con la corte.